# Marktzeuln
Marktzeuln é um município da Alemanha, no distrito de Lichtenfels, na região administrativa da Alta Francónia, estado de Baviera.